# Anubis II
Anubis II (pronunciato "Anubis secondo", il gioco non è un sequel) è un videogioco sviluppato da Metro3D, distribuito in Europa e negli Stati Uniti (dove è stato pubblicato dalla Conspiracy Entertainment) per PlayStation 2 e PC nel 2005.
Nel 2007 è poi stata creata una versione per Nintendo Wii dalla Data Design Interactive.

## Trama
Molto tempo fa, uno spirito malvagio conosciuto come Mumm'hotep, immerse il paese d'Egitto nelle tenebre. Lo spirito del male si credeva distrutto da tempo, ma egli risorse prendendo forma fisica (considerandosi più forte, più veloce e più velenoso), e la città d'Egitto, una volta tranquilla, ora è nelle sue mani. La situazione si fece terribile, così gli Dei decidono di invocare l'unico guerriero in grado di salvare le sabbie da questi mostri: il potente Anubi. L'eroe degli egiziani, Anubi, dovrà intraprendere il suo viaggio per salvare l'Egitto dalla maledizione dei faraoni.

## Modalità di gioco
Situato in Egitto, il giocatore controlla Anubi, il re degli Inferi, nella sua ricerca di fermare uno spirito malvagio. Anubi può saltare e attaccare con lo scettro di Ra che è inoltre in grado di sparare sfere di energia e bombe.

## Accoglienza
Il gioco ricevette numerose recensioni negative, da parte anche del sito web GameSpot che diede un punteggio di 1,5 su 10, mentre il sito  IGN diede un punteggio di 2 su 10 sia sulla versione PlayStation 2 sia quella su Nintendo Wii. Infatti alcune delle critiche negative maggiori furono a causa dei pochissimi dettagli nei livelli, benché fossero stati ispirati agli ambienti d'Egitto e comandi alquanto scomodi (sulla versione Nintendo Wii),
Inoltre, molti critici dei videogiochi criticarono che il gioco potesse essere copiato da Ninjabread Man, dato che possiede la stessa modalità di gioco, comandi, musica, nemici, livelli e alcuni glitch.

## Seguito
Anubis II è un reskin di Ninjabread Man. Pur non avendo seguiti ufficiali, qualche mese dopo il rilascio di Anubis II, nell'agosto 2005, uscì un ulteriore reskin del gioco, chiamato Myth Makers: Trixie in Toyland, parte della serie Myth Makers della Data Design Interactive. Nel 2007 uscì Rock 'n' Roll Adventures, ultimo reskin di Ninjabread Man.